# Rice Gemmell
Rice Thomas Hopkins Gemmell, född 4 mars 1896 i Caulfield, Victoria, Australien, död 10 maj 1972, var en tennisspelare från Australien.
Gemmell är främst bekant för sin singeltitel i Grand Slam-turneringen Australasiatiska mästerskapen som han vann 1921 genom finalseger över Alf Hedeman med 7-5, 6-1, 6-4. Han vann också dubbeltiteln i turneringen samma år tillsammans med Stanley Eaton.
Turneringen brukade spelas i Melbourne, men 1921 spelades den i staden Perth i västra Australien. Detta medförde att flera av de främsta australiska spelarna, dit räknades runt 1920 exempelvis Horace Rice, Gerald Patterson, Pat O'Hara Wood och James Outram Anderson, uteblev. Gemmell, som hade en bra backhanddrive och ett effektivt volleyspel, kunde därför relativt ohotad nå finalen, som han vann genom aggressivt spel.
Gemmell blev proffs 1927.

## Grand Slam-titlar
- Australasiatiska mästerskapen
  - Singel - 1921
  - Dubbel - 1921